# Märsta
Märsta é uma pequena cidade da província histórica de Uplândia.  Tem cerca de 24 068 habitantes , e é a sede do município de Sigtuna, no condado de Estocolmo, situado no centro da Suécia.  Märsta está situada a meio caminho entre Estocolmo e Upsália, e muito perto do Aeroporto de Arlanda. 